# 中国义乌国际小商品博览会

logo

中国义乌国际小商品博览会，简称义博会，是每年10月21日至10月25日在浙江义乌的义乌国际博览中心举行的小商品博览会，创办于1995年。它是国务院批准的日用消费品类国际性展会，由商务部和浙江省人民政府等联合主办。

## 简介
义博会宗旨为“面向世界、服务全国”，是目前中国最具规模和影响力的日用消费品展会，是商务部举办的三大出口商品展之一。参展行业包括五金、玩具及儿童用品、工艺品、文化办公用品、体育及休闲用品、进口商品、针纺织品、日用品、饰品及饰品配件、箱包及皮具、电子电器、电子商务及贸易服务、浙江省山海协作、全国妇联来料加工。

## 荣誉
先后获得以下荣誉，并获得了国际展览联盟（UFI）的认证：
- 中国管理水平最佳展会
- 中国（参展效果）最佳展览会
- 最受关注的十大展会
- 最佳政府主导型展会
- 中国十大最具影响力品牌展会

## 第18届义博会
2012年10月21日至25日在义乌举行。设6000个国际标准展位，设五金、电子电器、工艺品等10个行业，另设进口商品、电子商务及贸易服务、全国妇联来料加工、浙江省山海协作4个专区。